# Carl G. Lindqvist
Carl Gustaf Lindqvist, född 12 mars 1892 i Bladåkers församling, Stockholms län, död 16 juli 1991 i Kisa församling, Östergötlands län, var en svensk folkmusiker och riksspelman.

## Biografi
Lindqvist föddes 12 mars 1892 på Åkersholm i Bladåkers socken, Stockholms län. Han var son till drängen Mathias Lindqvist och Anna Charlotta Nordström. De flyttade samma år till Johannesberg i Gottröra socken. Familjen flyttade 1893 till Björkö i Knutby landskommun. 1908 bosatte de sig på Brunnsholm i Bladåker. Lindqvist avled 16 juli 1991 i Kinda kommun.
Han fick de flesta melodierna av sin morbror Gustaf Nordström i Bladåker. Som i sin tur lärde sig melodierna av sin farbror, nyckelharpisten Andersson i Bladåker. Lindqvist flyttade sedan till Forså, Kisa socken och arbetade där som skogvaktare.
Lindqvist var medlem i Folkdanslaget i Kisa och var även spelman där. Han var en av de personer som bildade Östergötlands spelmansförbund. Lindqvist bidrog även med att leta efter äldre spelmansböcker. Lindqvist blev 1942 på Zornmärkesuppspelningen utnämnd till riksspelman.

## Upptecknade låtar
Lindqvist lärde sig valsen av spelmannen Albert Eriksson, Sundsvall. Som han träffade i Gullringen, Kalmar län.
- Vals i D-dur efter Albert Eriksson, Sundsvall.[10]
- Vals i D-dur efter Albert Eriksson, Sundsvall.[10]
- Vals i D-dur efter Gustaf Nordström i Bladåker, Uppland.
- Vals i D-dur efter Gustaf Nordström i Bladåker, Uppland.